# Jean-Jacques Perrey
 (septembre 2014).
Si vous disposez d'ouvrages ou d'articles de référence ou si vous connaissez des sites web de qualité traitant du thème abordé ici, merci de compléter l'article en donnant les références utiles à sa vérifiabilité et en les liant à la section « Notes et références ».
Pour les articles homonymes, voir Perrey.
Jean-Jacques Perrey, de son vrai nom Jean Leroy, né le 20 janvier 1929 à Rosières-en-Santerre et mort le 4 novembre 2016 à Lausanne,, est un compositeur français. Pionnier de la musique électronique, sa carrière culmine aux États-Unis à la fin des années 1960.

## Biographie
En 1953, Jean-Jacques Perrey quitte la faculté de médecine de Paris après quatre années d'études. Il décide de se tourner vers la musique, après avoir été impressionné par le potentiel de l’ondioline, un tout nouvel orgue électronique à base de tubes à vide. Accordéoniste amateur, il n'a jamais eu de véritable formation musicale. Il apprend à jouer de l'ondioline et réussit à se faire embaucher par Georges Jenny, son inventeur. Celui-ci recherche en effet un musicien pour faire des démonstrations de son produit.
Perrey commence ainsi à se produire un peu partout en Europe pour promouvoir l'ondioline. Il finit par se faire connaître et accompagne notamment Charles Trenet et Édith Piaf en concert. Cette dernière lui fait enregistrer quelques-unes de ses compositions et lui recommande un producteur new-yorkais, Carroll Bratman. Celui-ci est enthousiasmé et l'invite aux États-Unis.
En mars 1960, Perrey arrive donc à New York. Son personnage atypique, la nouveauté de l'Ondioline et le soutien de Bratman lui assurent un succès rapide. Bratman met à sa disposition un studio moderne qui lui permet de composer des jingles publicitaires et diverses musiques d'accompagnement. Il sort de cette période un LP, The Happy Moog, en collaboration avec Harry Breuer. Il poursuit ses recherches en se créant des bibliothèques de samples, dont il tire notamment une version du Vol du bourdon de Nikolaï Rimski-Korsakov, utilisant des enregistrements de vrais bourdons pour le thème.
En 1964, il rencontre le compositeur Gershon Kingsley. Celui-ci compose d'ailleurs par la suite Popcorn, premier grand succès de musique électronique. Leur collaboration se concrétise par des albums pour Vanguard Records, The In Sound From Way Out et Kaleidoscopic Vibrations. Ce dernier contient le morceau Baroque Hoedown qui est repris par Disney en 1972 pour sa Main Street Electrical Parade. En 1968, il sort un nouvel album, The Amazing New Electronic Pop Sound of Jean-Jacques Perrey, puis Moog Indigo en 1970. Il rentre alors en France et se consacre essentiellement à des recherches en musique thérapeutique.
Dans les années 1970, il prend le pseudonyme de Pat Prilly. En fait, il s'agit du nom de sa fille. Comme il le déclare lors d'une interview, elle n'est pas réellement capable de composer mais elle lui donnait des idées et jouait sur son orgue. Il reconnait la création de certains titres en utilisant le nom de Pat Prilly.
Après son retour en France au début des années 1970, débute pour lui une carrière plus discrète d'illustrateur sonore. Ses morceaux publiés sur le label Montparnasse 2000 sont très souvent utilisés pour des génériques et des jingles de la télévision française.
En 1996 il rencontre le musicien et producteur David Chazam. Ensemble ils vont composer et réaliser l'album "Eclektronics". En 1998 ils se produisent sur scène au Beursschouwburg à Bruxelles lors du festival "Klinkende Munt" pour jouer des morceaux originaux et quelques titres anciens de Jean-Jacques.

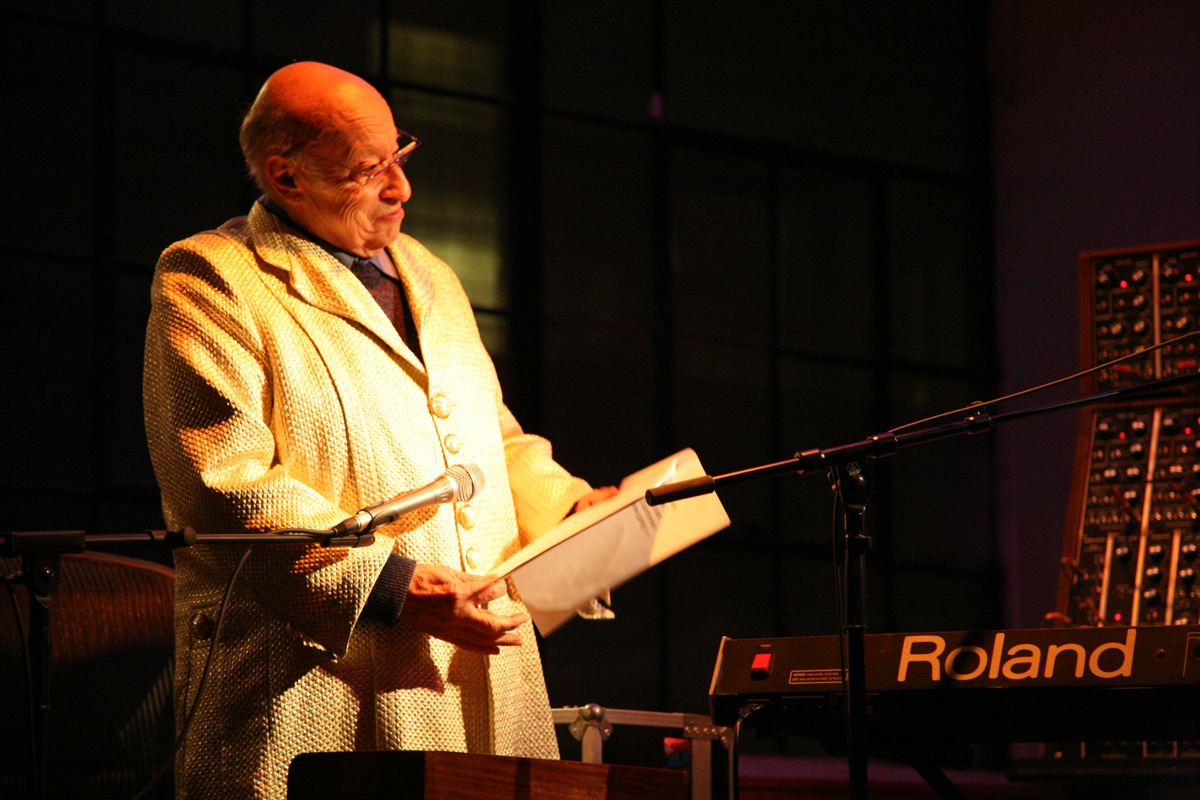
Perrey le 29 août 2006.

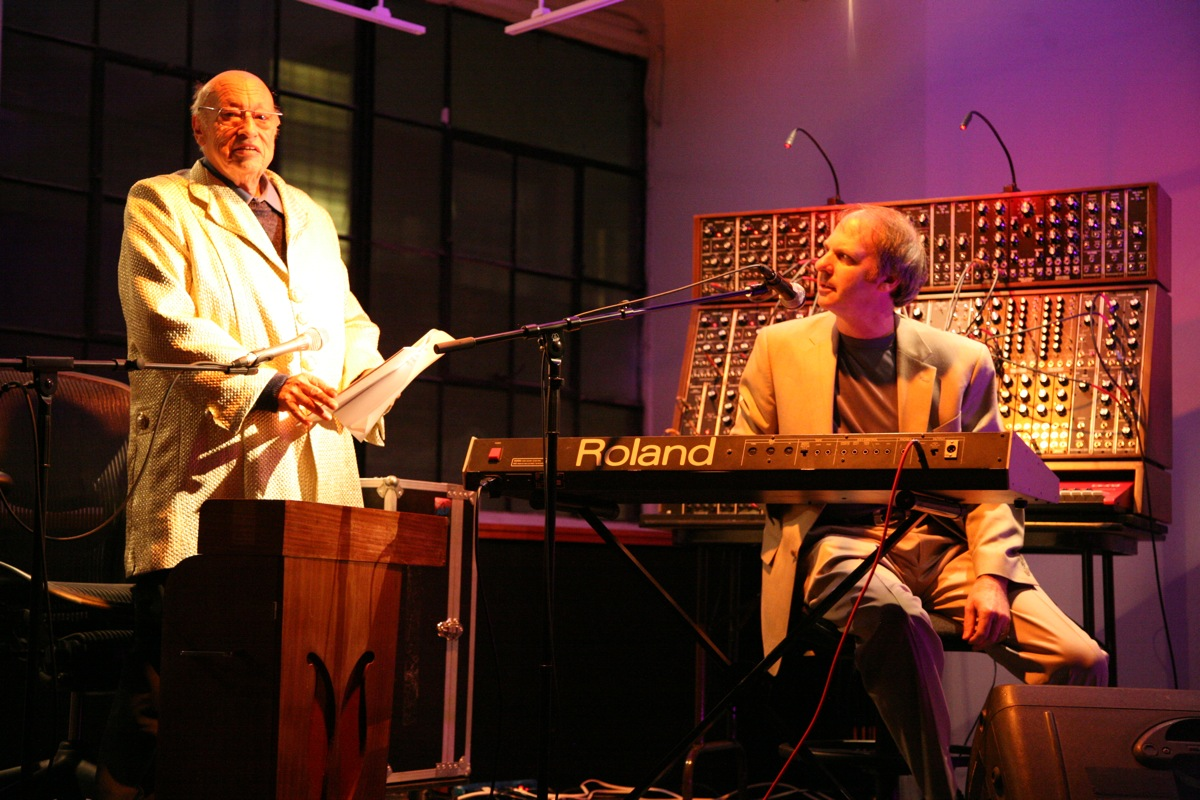
Perrey le 29 août 2006.

En 2003, il tourne sous les caméras de Mathias Ervyn D'une ampoule à l'autre, le bonus du DVD souvenir de Disneyland Paris. Ce documentaire, accompagné de Jean-Jacques Perrey : musicien extra-terrestre, tous deux étant réalisés par Mediadreams productions, est présenté au MIPCOM en octobre 2003.
Malgré son grand âge, il s'est produit jusque très récemment en concert et donnait souvent des conférences, parfois aux États-Unis avec son partenaire Dana Countryman, mais aussi en Europe avec David Chazam.
L'album The Happy Electropop Music Machine, en collaboration avec Dana Countryman, sort en septembre 2006.
Jean-Jacques Perrey est compositeur et interprète d'Indicatif Spatial du documentaire Corman's World: Exploits of a Hollywood Rebel de 2011 sur le cinéaste américain Roger Corman. Ce titre provient de l'album Moog Sensations. Il est également compositeur et interprète de The Elephant Never Forgets du film Savages, thriller américain d'Oliver Stone de 2012. La chanson est extraite de Moog Indigo.
Jean-Jacques Perrey est le compositeur de Countdown at six, librement inspiré de la Danse des heures d'Amilcare Ponchielli, qui fut le générique du dessin animé pour enfants Glop diffusé par l'ORTF au début des années 1970.
Il est également interprète à l'ondioline dans la musique de Paul Durand : La vache et le prisonnier.
Jean-Jacques Perrey meurt le 4 novembre 2016 (à 87 ans) à son domicile en Suisse, des suites d'un cancer du poumon.

## Influence
Même si Jean-Jacques Perrey a connu un succès limité dans les années 1960, son influence a été considérable. En effet, il fait partie des musiciens qui, au cours des années 1960, ont fait sortir la musique électronique de la scène expérimentale, en utilisant les techniques de la musique concrète pour les appliquer à la musique pop.
Dans les années 1950, il fait la connaissance du ventriloque Jacques Courtois pendant une tournée avec Jean Nohain. Dans le spectacle de ce présentateur de la télévision, Jean-Jacques Perrey présente un étonnant numéro musical et drôle avec son ondioline. Il accepte la proposition de Jacques Courtois de devenir son pianiste accompagnateur. Cette collaboration donne à Jacques Courtois une couleur nouvelle dans ses créations sur scène en ajoutant la musique électronique et pour Jean-Jacques Perrey un tremplin pour mieux faire connaître sa musique électronique. En 1958, pour la visite en France du président Eisenhower, Jacques Courtois et Jean-Jacques Perrey sont invités à se produire à l'ambassade des États-Unis devant une douzaine de personnalités. Jean-Jacques Perrey enthousiasma ce public, ce qui se termina par une invitation à se rendre aux États-Unis avec un billet sur le paquebot France. Ce long séjour en Amérique et sa rencontre avec le groupe Disney furent le point de départ de nombreux enregistrements.
Il resta fidèle à Jacques Courtois et continua à l'accompagner musicalement à l'occasion de chacun de ses séjours en France. Ils se séparèrent après une tournée d'adieux en 1970. Pour l'anecdote, il envoya à Jacques Courtois, résidant en Thaïlande, une maquette de six minutes. Cette musique resta de longs mois au hit-parade des discothèques de Bangkok et de Pattaya.
Nombre de ses compositions ont été réutilisées par la suite, comme indicatifs publicitaires (jingles), musiques de générique et échantillonnage (samples). Il reste aujourd'hui célèbre pour son titre E.V.A., abondamment utilisé en échantillonnage (samplé) dans la musique hip-hop, GangStarr et son Just to Get a Rep (1991) et remixé notamment par Fatboy Slim.

## Discographie
- Baroque Hoedown, 1972 utilisée par Disney pour la Main Street Electrical Parade
- Moog Mig Mag Moog, 1974 (album)
- Moog Is Moog, (en collaboration avec Harry Breuer) 1977 (album)
- Dynamoog (en collaboration avec Gilbert Sigrist) 1978 (album), Mondiophone, Crea Sound Ltd., Crea Sound Ltd.
- Kartoonery (en collaboration avec Daniel Longuein et Guy Boyer) 1980 (album), Éditions Montparnasse 2000
- Circus Of Life, 2000 (album), Koka Media
- Eclektronics (en collaboration avec David Chazam) 1998 (album), Basenotic label, Paris, 2002 Basta, Pays-Bas
- The Happy Electropop Music Machine, 2006 (album)
- Moog Acid (en collaboration avec Luke Vibert), (septembre 2007 (album), Lo Recordings, lcd64)
- Destination Space (en collaboration avec Dana Countryman) 2008 (album), Oglio Records
- Froots (en collaboration avec Cosmic Pocket) 2010 (album), In Vitro Records
- ELA (en collaboration avec David Chazam) 2015 (album), Freaksville Records

### En collaboration avec Gershon Kingsley pour Vanguard
- The In Sound From Way Out, 1966 (album)
- Kaleidoscopic Vibrations, 1967 (album)
- Incredible Synthesizer, 1975 (album)
- The Essential Perrey & Kingsley, 1975 (une de leurs compilations, double LP réunissant The in sound… et Kaleidoscopic vibrations)